# 暗室明珠

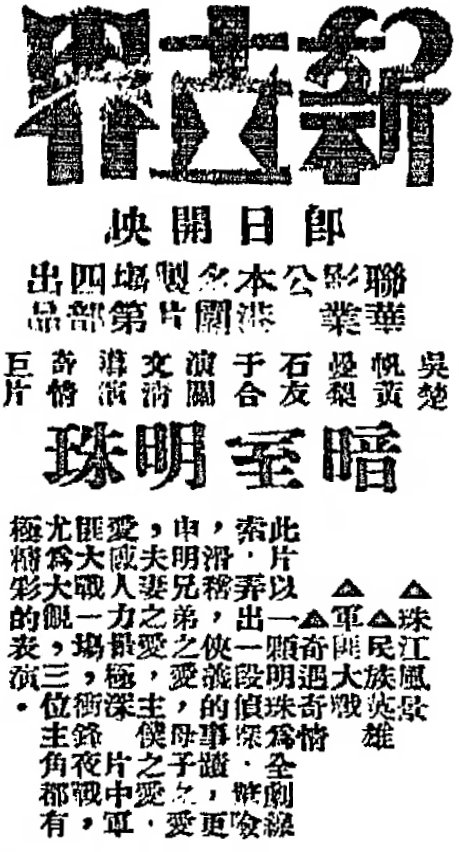
1933年1月8日，星期日，默片此片由吳楚帆、黃曼梨、石友于合公映時的香港報章宣傳廣告：「珠江風景；民族特性；軍匪大戰；奇遇奇情。此片以一顆明珠為全劇線索，弄出一段偵探、驚險、滑稽、俠義、戀愛的事蹟，更申明兄弟之愛；母子之愛；夫妻之愛；主僕之愛，愛感人力量極深。片中軍匪大戰一場，衝鋒夜戰，尤為大觀。三位主角都有極精彩的表演。」

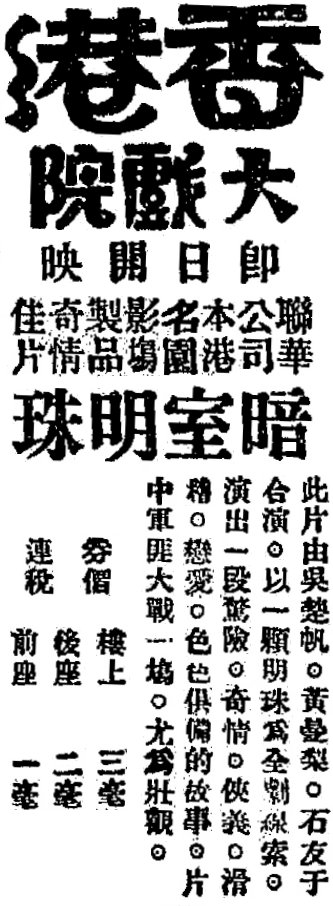
默片《暗室明珠（The Shining Pearl）》在1933年1月18日在香港第二輪公映時，香港報章的宣傳廣告：「聯華公司本港名園影場製品奇情佳片。此片由吳楚帆、黃曼梨、石友于合演。以一顆明珠為全劇線索，演出一段驚險、奇情、俠義、滑稽、戀愛，色色俱備的故事。片中軍匪大戰一場，尤為壯觀。」

《暗室明珠》是「香港最早的複合類型劇情片，影片講述兩位重孝道的兄弟為尋找母親鍾愛的一顆祖傳寶珠而備嘗艱辛的故事，集偵探、驚險、滑稽、俠義等類型於一體。」這部默片是上海聯華影業公司 （英語：United Photoplay Service Ltd.）香港名園攝影場（聯華三廠）繼1931年11月發行愛情勵志默片《鐵骨蘭心》、1932年4月發行的佛教教義默片《古寺鵑聲》、1932年5月發行的偵探默片《夜半鎗聲》後的第四部出品，亦是最後的作品。「全片以一顆明珠為全劇線索，編出一段偵探、驚險、滑稽、俠義、戀愛的故事，演來節節動人。片中軍匪大戰一場，衝鋒夜戰，尤為大觀。」

## 演員表
- 吳楚帆飾演長兄；
- 黃曼梨飾演其妻；
- 飾演幼弟；
- 黃岱（黃楚雲）；
- 胡藝星 （胡戎）；
- 楊君俠。
- 上海聯華影業公司，香港名園製片場演員養成所，全體男女學員合演。

## 電影本事
該片以農村生活為背景，劇情講述由吳楚帆與石友于飾演的一對兄弟，為盡孝道，代母親尋找一顆家傳明珠，不惜各奔前程，長兄投軍從戎；幼弟則上出淪為賊寇，在過程中，兩人歷盡各種苦難！表現兄弟之愛；母子之愛；夫妻之愛；主僕之愛。及至軍方剿匪，發動大戰，倆兄弟在戰場上重逢，最終遺失的明珠，亦得以尋回。

## 其它姊妹作品
- 1931年11月公映香艷愛情勵志默片《鐵骨蘭心》
  - 聯華三廠處女作，石友于、馮潔貞、麥毅漢 、何大傻 、葉培基、林婉憐主演。
- 1932年4月公映佛教教義片默片《古寺鵑聲》
  - 聯華三廠第二次出品，薛兆榮、黃曼梨主演。
- 1932年5月公映偵探默片《夜半鎗聲》
  - 聯華港三廠第三次出品，吳楚帆、黃曼梨、何大傻 、李鐵、胡藝星主演。

## 外部連結
- 香港影庫上《暗室明珠》的資料（繁體中文）
- YouTube上的默片《暗室明珠》的本事